# Força Policial do Myanmar
Força Policial do Myanmar, formalmente conhecida como Força de Polícia do Povo (em birmanês: ပြည်သူ့ရဲတပ်ဖွဲ့; MLCTS: Pyi Thu Yae Tup Pwe), foi criada em 1964 como um departamento independente sob o Ministério dos Negócios do Interior. 

## História
A polícia no Myanmar, antiga Birmânia, tem uma longa história, incluindo a força nacional de polícia da Birmânia, que possui pequenas funções e jurisdições.
Durante o mandato britânico na Birmânia, a Polícia Imperial Indiana (Indian Imperial Police) foi a primeira força de segurança na região até 1937, quando esta foi separada da Índia Britânica.
Em 1872, o terceiro prefeito do Distrito de Mergui, Sir Ashly Din (1870-1875) estabeleceu o primeiro oficial de polícia a ficar em Maliwan, uma vila 24 milhas ao norte do atual Victoria Point.
Talvez o mais famoso policial na Birmânia nesse período tenha sido o autor George Orwell, o qual, em 1922, ingressou na Polícia Imperial Indiana na Birmânia.
Após a independência, em 1948, foram sendo criadas diversas agências policiais e sendo ampliadas em suas estrutura, até o estabelecimento, em 1964, da atual Força Policial do Myanmar, agrupando todas das forças policiais locais que existiam nos moldes britânicos. Em março de 1988, seguida a morte de dois estudantes durante protestos pró democracia, estudantes marcharam até a Rodovia de Prome e entraram em confronto em Inya Lake com a força de segurança e polícia anti-distúrbios Lon Htein o que resultou em vários feridos, mortos e afogados.
Ela foi reorganizada em 1º de outubro de 1995 e informalmente faz parte da Tatmadaw (Forças Armadas de Myanmar).

## Organização
O atual diretor geral da Força Policial de Myanmar é o Major General Zaw Win, com seu quartel general na cidade de Nepiedó. Sua estrutura de comando se baseia na jusrisdição civil. Cada um dos sete estados do Myamnar e sete divisões tem sua própria força policial, com quarteis generais em suas respectivas capitais.
Força policial dos Estados e Divisões
Existem 14 forças policiais nos estados e divisões do país, mais três forças policiais adicionais comandadas por brigadeiros ou coronéis de Polícia. Suas jurisdições são divididas de acordo com a Administração Civil, tendo os estados e divisões o mesmo status.
Departamentos especiais
Existem quatro departamentos especiais, com os dois primeiros comandados por um brigadeiro policial e os dois restantes por coronéis.
- Departamento de Inteligência Especial
- Departamento de Investigação Criminal
- Departamento de Polícia Ferroviária
- Departamento de Desenvolvimento Policial
- Polícia de Tráfego de Myanmar
- Força de Polícia Marítima
- Força de Polícia de Aviação
- Força de Investigação Financeira
- Força Policial Anti-tráfico Humano
- Força Policial de Segurança Turística
- Força Policial de Segurança de Campos de Petróleo
- Força Policial de Segurança Florestal
- Força Policial de Rodovias
- Força Policial de Guarda de Fronteira

Centros de treinamento
Existem três centros de treinamento, um Instituto Central de Treinamento da Força Policial do Myanmar e três Destacamentos de Treinamento Policial. As forças policiais dos estados e divisões têm seus próprios centros de treinamento para cursos de aperfeiçoamento profissional e de formação de graduados.
Batalhões de Polícia de Combate
Existem dezesseis batalhões de Polícia para realizar os sergiços gerais de segurança subordinados ao Comando de Controle de Batalhões. Os comandantes de batalhões são tenente-coronéis policiais. Como a população das cidades de Rangoon e Mandalay aumentam diariamente, problemas econômicos, sociais e políticos, cresceram a ponto de levar a uma emergência de agitações e sabotagens. Fez-se necessária a prevenção da destruição e assédio, VIP e empresas, segurança de diplomatas e suas embaixadas. Sete desses batalhões de polícia estão situados em divisões da cidade de Yangon, dois em Mandalay e três em Arakan, um em Sagaing, um no estado de Mon, um em Pegu e um em Prome.
Forças-Tarefa Anti Narcóticos
Vinte e seis forças-tarefa antinarcóticos foram criadas sob a direção do Comitê Central para o Controle do Abuso de Drogas.

## Estrutura hierárquica
| Oficiais                                        |
| ----------------------------------------------- |
| Major General Policial                          |
| General de Brigada Policial                     |
| Coronel Policial                                |
| Tenente Colonel Policial                        |
| Major Policial (comandante policial local)      |
| Capitão Policial (subcomandante policial local) |
| Tenente (comandante de posto policial)          |
| Segundo-Tenente                                 |

| Graduados           |
| ------------------- |
| Suboficial Policial |
| Sargento Policial   |
| Cabo Policial       |
| Anspeçada Policial  |

1. ↑  http://www.myanmar.gov.mm/ministry/home/mpf/